# Honda NM4
La Honda NM4, chiamata anche NM4 Vultus o NC700J, è un motociclo prodotto dal 2014 dalla casa motociclistica giapponese Honda.

## Descrizione
La NM4 è stata presentata per la prima volta sotto forma di concept con il nome di "NM4 Vultus" all'Osaka Motorcycle Show nel marzo 2014 e in seguito anche al Tokyo Motor Show.
La moto in veste definitiva per la produzione adotta due motorizzazioni, in cui oltre a quello che equipaggia la concept da 745 cm³, vi è anche un motore più piccolo da 670 cm³.
Il motore e la trasmissione automatica a doppia frizione provengono dalla Honda Integra 700.